# Rocky Bay (Labrador)
De Rocky Bay is een zeegat in de Canadese provincie Newfoundland en Labrador. Het zeegat bevindt zich tussen het vasteland en het Island of Ponds, aan de oostkust van het schiereiland Labrador.

## Geografie
Ondanks haar naam is de Rocky Bay een zeegat eerder dan een baai. Ze scheidt de noordwestelijke kust van het grote Island of Ponds van het tot het vasteland behorende Musgrave Land. In het noorden geeft de Rocky Bay uit in de open wateren van de Labradorzee. In het zuiden, ter hoogte van Eagle Island, staat ze in verbinding met enerzijds de verder zuidwaarts gaande Porcupine Bay (eveneens een zeegat) en anderzijds een naar het westen toe gaande zeearm genaamd Stoney Arm.
De Rocky Bay is 6 km lang en heeft een breedte van 3 km in het zuidwesten die oploopt naar een breedte van 6 km in het noordoosten, bij de opening naar zee toe.